# كريغ (مدينة الأشباح)
كريغ منطقة تقع إدارياً ضمن مقاطعة بوت (كاليفورنيا) في الولايات المتحدة.